# Essex (Illinois)
Pour les articles homonymes, voir Essex (homonymie).
Essex est un village du comté de Kankakee, dans l'Illinois, aux États-Unis. Il est incorporé le 17 juin 1885. Lors du recensement de 2010, la ville comptait une population de 554 habitants.

## Source de la traduction
- (en) Cet article est partiellement ou en totalité issu de l’article de Wikipédia en anglais intitulé « Essex, Illinois » (voir la liste des auteurs).